# Encíclica
Una encíclica fue originariamente una carta circular enviada a todas las iglesias de una zona en la antigua iglesia cristiana. En ese momento, la palabra puede ser usada para una carta enviada por cualquier obispo a sus fieles. La palabra proviene del latín encyclia y del griego ἐγκύκλιος ("enkyklios") que significa ‘envolver en círculo’, que es también el origen de la palabra «enciclopedia». La Iglesia católica en general, solo utiliza este término para las encíclicas papales, pero la Iglesia ortodoxa y de la Comunión anglicana mantienen el uso antiguo.

## Uso en la Iglesia católica
Para la Iglesia católica una encíclica papal es, en el sentido más estricto, una carta (generalmente sobre algún aspecto de la doctrina católica) enviada por el papa y dirigida por este a los obispos católicos de un área en particular o, más frecuentemente, a los obispos del mundo. Sin embargo, la forma de la dirección puede variar ampliamente, y a menudo se designa a un público más amplio. Las encíclicas papales suelen adoptar la forma de un breve del papa debido a su carácter más personal en oposición a la bula papal formal. Las encíclicas papales son tan famosas que el término encíclica se usa casi exclusivamente para las enviadas por el papa. El título de la encíclica es normalmente tomado de sus primeras palabras en latín.
En el catolicismo, en los últimos tiempos, una encíclica se utiliza generalmente para cuestiones importantes, y es el segundo documento más relevante emitido por los papas, después de la Constitución Apostólica. Sin embargo, la denominación «encíclica» no siempre denota tal grado de importancia. Los archivos de la página web de la Santa Sede actualmente tienden a clasificar ciertas encíclicas como "Exhortaciones Apostólicas". Este término informal señala documentos con un público más amplio que el de los pastores de las mayorías de iglesias.
Pío XII mantenía que las Encíclicas Papales, incluso cuando no son ex cathedra (o infalibilidad papal), no obstante, puede ser lo suficientemente autorizada para poner fin a un debate teológico sobre la cuestión en particular:

Ni puede afirmarse que las enseñanzas de las encíclicas no exijan de por sí nuestro asentimiento, pretextando que los Romanos Pontífices no ejercen en ellas la suprema majestad de su Magisterio. Pues son enseñanzas del Magisterio ordinario, para las cuales valen también aquellas palabras: “El que a vosotros oye, a Mí me oye.” (Lc 10, 16); y la mayor parte de las veces, lo que se propone e inculca en las Encíclicas pertenece ya -por otras razones- al patrimonio de la doctrina católica. Y si los Sumos Pontífices, en sus constituciones, de propósito pronuncian una sentencia en materia hasta aquí disputada, es evidente que, según la intención y voluntad de los mismos Pontífices, esa cuestión ya no se puede tener como de libre discusión entre los teólogos.
—Humani Generis

### Uso de las encíclicas papales
Las encíclicas tienen una finalidad pastoral, a través de ellas los papas ejercen su munus docente (oficio docente), proporcionan siempre orientaciones para la acción de los católicos, en ocasiones denuncian "alguna forma frecuente de error, señalan los peligros que amenazan la fe o la moral, exhortan a los fieles a la constancia o prescriben remedios para los males previstos o ya existentes", pero también son frecuentes aquellas otras que exponen una devoción que desea difundir u orientar. Algunas de estas finalidades pueden alcanzarse con otro tipo de documento pontificio: por ejemplo mediante una carta apostólica; o bien exponerlo mediante un discurso, etc.  Por este motivo, los papas han diferido sobre la utilización de encíclicas: sobre la cuestión del control de la natalidad y la anticoncepción, papa Pío XI emitió la Encíclica Casti connubii, papa Pío XII, mientras que dio un discurso a las comadronas y la profesión médica, la clarificación de la posición de la Iglesia sobre la cuestión. Papa Pablo VI publicó una encíclica Humanae Vitae sobre el mismo tema. Sobre asuntos de la guerra y la paz, papa Pío XII emitió diez encíclicas, en su mayoría después de 1945, tres de ellas en protesta por la invasión soviética de Hungría con el fin de la represión de la Revolución húngara de 1956: Datis Nuperrime, Sertum Laetitiae, Luctuosissimi Eventus. Papa Pablo VI habla sobre la guerra en Vietnam y papa Juan Pablo II, publicó una protesta contra la guerra en Irak mediante el medio de los discursos. Sobre cuestiones sociales, papa León XIII promulgó la Rerum Novarum (1891), que fue seguida por la Quadragesimo anno (1931) de Pío XI, y la Centesimus annus (1991), de Juan Pablo II. Pío XII habló sobre el mismo tema a un consistorio de cardenales, en sus mensajes de Navidad y de numerosas asociaciones profesionales y académicas.

## Encíclicas publicadas por los papas desde 1800
Desde Pío VII que comenzó su pontificado el 14 de marzo de 1800 hasta el presente, los papas han escrito un conjunto de 275 encíclicas.
| Papa          | Años pontificado  | Duración    | Número y relación de sus encíclicas |
| ------------- | ----------------- | ----------- | ----------------------------------- |
| Pío VII       | 1800-1823         | 23 años     | 4 encíclicas                        |
| León XII      | 1823-1829         | 6 años      | 2 encíclicas                        |
| Pío VIII      | 1829-1830         | 2 años      | —                                   |
| Gregorio XVI  | 1831-1846         | 15 años     | 9 encíclicas                        |
| Pío IX        | 1846-1878         | 32 años     | 40 encíclicas                       |
| León XIII     | 1878-1903         | 25 años     | 86 encíclicas                       |
| Pío X         | 1903-1914         | 11 años     | 16 encíclicas                       |
| Benedicto XV  | 1914-1922         | 8 años      | 13 encíclicas                       |
| Pío XI        | 1922-1939         | 17 años     | 30 encíclicas                       |
| Pío XII       | 1939-1958         | 19 años     | 41 encíclicas                       |
| Juan XXIII    | 1959-1963         | 5 años      | 8 encíclicas                        |
| Pablo VI      | 1963-1978         | 15 años     | 7 encíclicas                        |
| Juan Pablo I  | 1978              | 0 (33 días) | —                                   |
| Juan Pablo II | 1978-2005         | 26 años     | 14 encíclicas                       |
| Benedicto XVI | 2005-2013         | 7 años      | 3 encíclicas                        |
| Francisco     | 2013-2025         | 12 años     | 4 encíclicas                        |
| León XIV      | 2025 - Actualidad | Actual Papa |                                     |

## Encíclicas importantes de la Iglesia Ortodoxa del Este
- Encíclica de los Padres del Este (1848)